# 斑紋鳚杜父魚
斑紋鳚杜父魚，為輻鰭魚綱鮋形目杜父魚亞目杜父魚科的其中一種。分布於西北太平洋區的日本南部海域，屬底棲性魚類，棲息在海草床，體長可達11公分。

## 扩展阅读
維基物種上的相關：斑紋鳚杜父魚